# Gé Fortgens

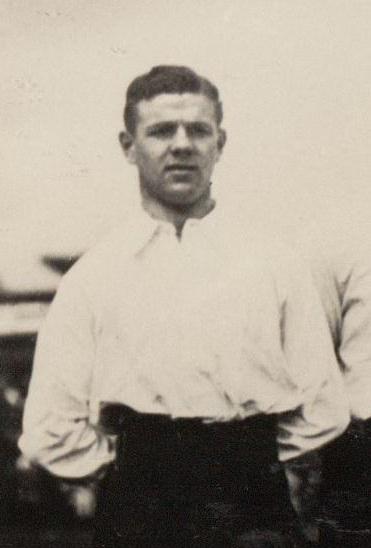
Gé Fortgens (1912)

Gerardus „Gé“ Fortgens (* 10. Juli 1887 in Amsterdam; † 4. Mai 1957 in Haarlem, Nordholland) war ein niederländischer Fußballspieler von Ajax Amsterdam. Er bestritt 1911 und 1912 acht Länderspiele für die niederländische Fußballnationalmannschaft. Bei den Olympischen Spielen 1912 gewann er mit der niederländischen Auswahl die Bronzemedaille.